# Nimo (Rapper)

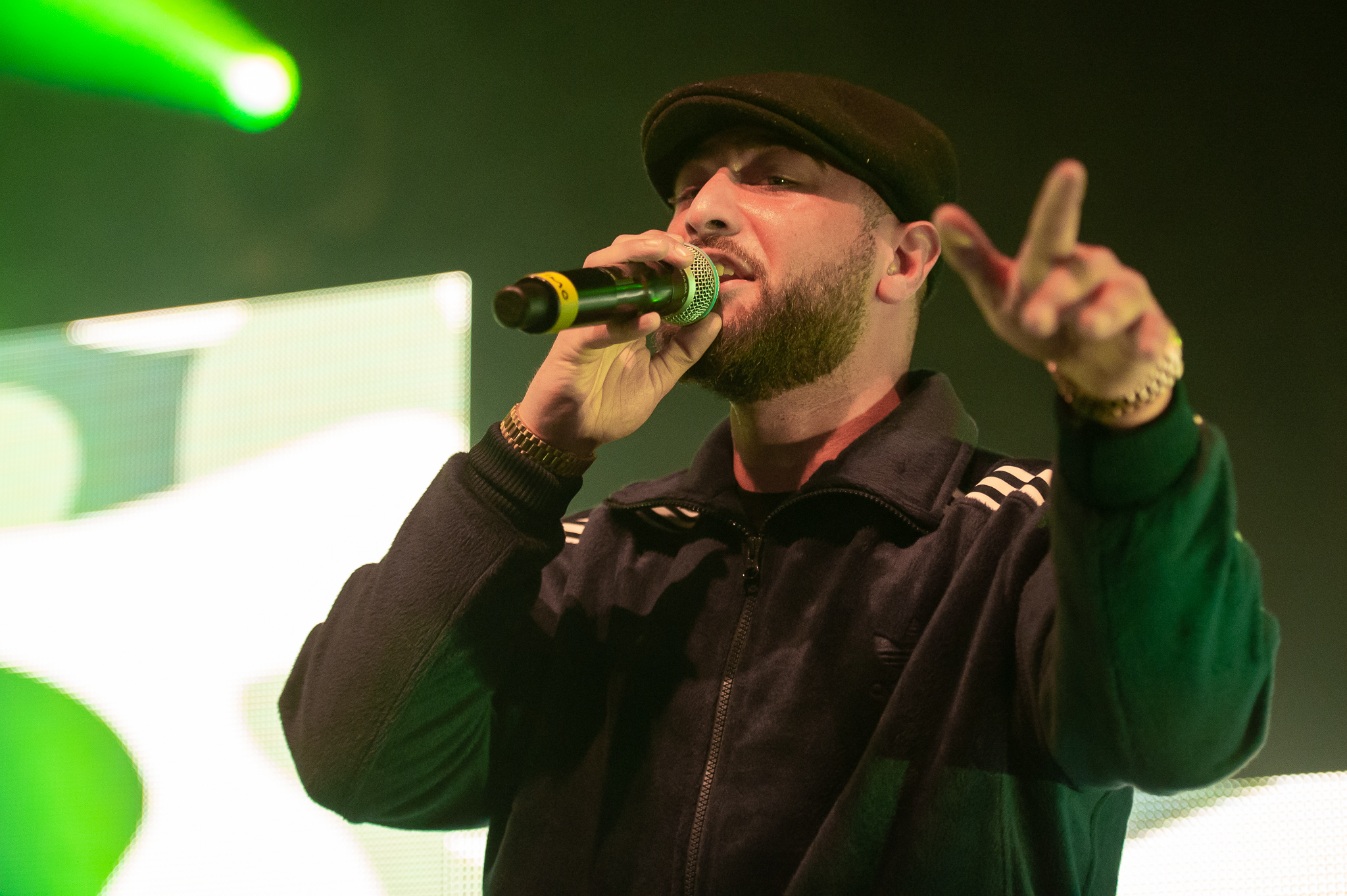
Nimo (2018)

Nimo (* 25. Dezember 1995 in Karlsruhe; bürgerlich Nima Yaghobi, persisch نیما یعقوبی) ist ein deutscher Rapper iranischer Abstammung. Er stand für einige Jahre beim Frankfurter Independent-Label 385idéal in Kooperation mit dem Major-Label Universal Music unter Vertrag. 2020 gründete er sein eigenes, mit Tamim Amiri geführtes Label Moonboys Entertainment.

## Leben und Karriere

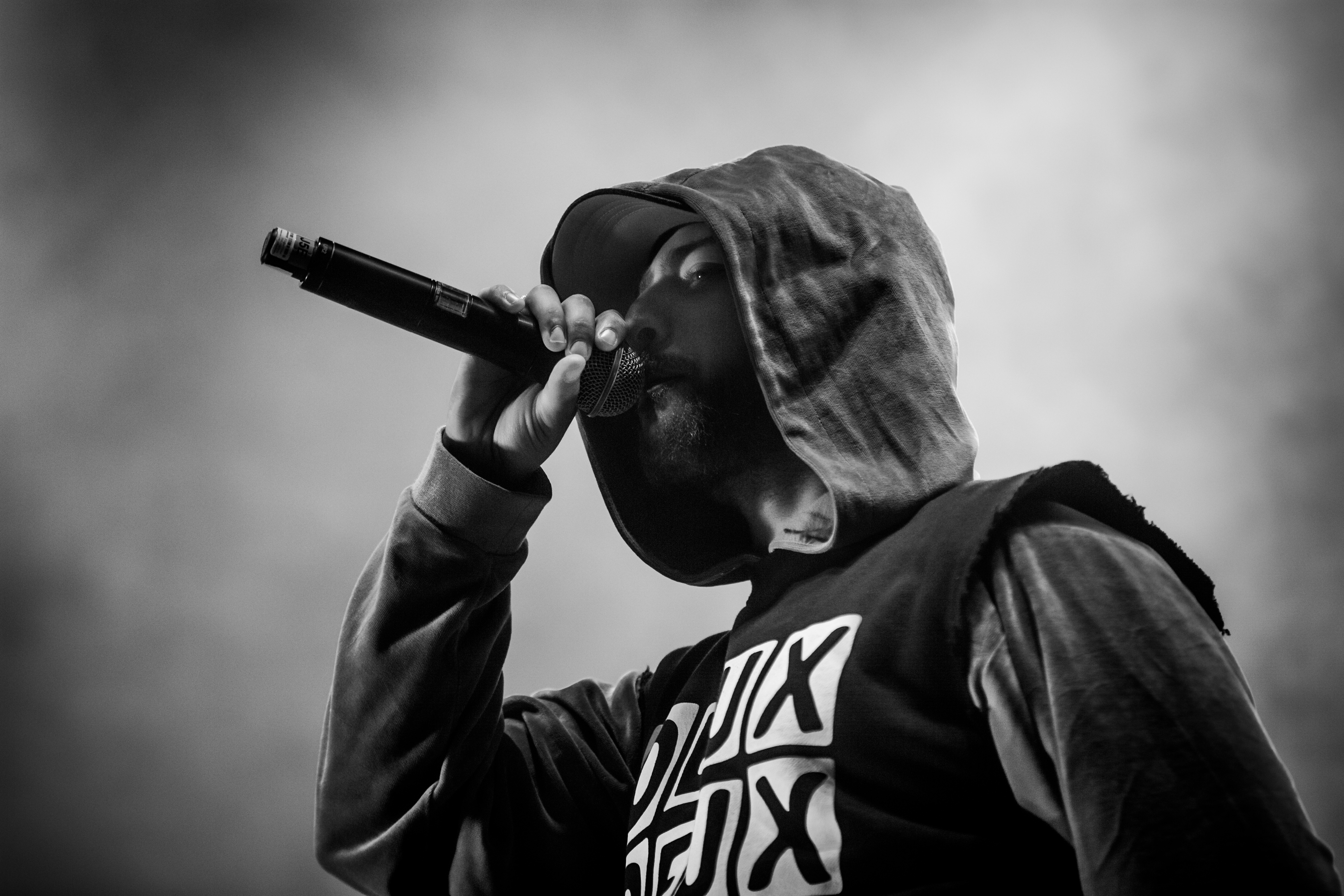
Nimo live bei Rock am Ring 2017

Nima Yaghobi wurde als Sohn iranischer Eltern in Karlsruhe geboren, wo er auch seine ersten Lebensjahre verbrachte. Später zog er mit seinen Eltern nach Leonberg. Im Alter von 15 Jahren wurde er aufgrund verschiedener Straftaten (beispielsweise: räuberische Erpressung) verhaftet und verbrachte knappe zwei Jahre in einer Jugendstrafanstalt (JVA Adelsheim). Laut eigenen Angaben begann er im Gefängnis zu rappen. Großen Einfluss auf ihn hatte dabei das Album Music & Me des US-amerikanischen Rappers Nate Dogg. So sagte er später diesbezüglich: „Die Platte hat mich zu dem gemacht, der ich heute bin.“ Seinen Künstlernamen Nimo erhielt Yaghobi von einem anderen Rapper (Samy, steht heute bei Alles oder Nix Records unter Vertrag), der gleichzeitig mit ihm inhaftiert war.
Einige Zeit nach seiner Entlassung wurden die Frankfurter Celo & Abdi durch Nimos Facebook-Rap-Videos auf ihn aufmerksam. Sie luden Nimo zu ihrer Akupunktour-Tour ein, bei der er als Support gemeinsam mit ihnen auftrat. Anschließend boten sie Nimo einen Vertrag bei ihrem Label 385idéal an, was dieser annahm und nach Frankfurt umzog. Am 26. Februar 2016 veröffentlichte Nimo sein Debüt-Mixtape Habeebeee, eine Anspielung auf das arabische Wort Habibi. Insbesondere die darauf enthaltene Single Nie wieder (mit Abdi) erfreute sich großer Beliebtheit. Das zugehörige Video erreichte auf YouTube (Stand: September 2022) 19 Millionen Klicks. Inhalte seiner Musik sind hauptsächlich das Straßenleben, die Kriminalität und der Drogenkonsum in seiner Jugend. Vom 30. September bis zum 15. Oktober 2016 fand Nimos erste eigene Tour namens „Jaaaaa Maaaann Habeebeee Tour“ zusammen mit Hanybal statt. Bei den Hiphop.de Awards 2016 wurde er als „Bester Newcomer National“ ausgezeichnet.
Am 24. April 2017 erschien LFR (Lass Fotzen Reden) als erste Single seines Debütalbums Kiki (stilisiert K¡K¡), welches 2017 erschien und ebenfalls die Top 10 der deutschen Charts erreichen konnte. Mit der zweiten Single aus dem Album, Heute mit mir, erreichte Nimo im Juni 2017 erstmals die Top 10 der deutschen Single-Charts. Die beiden Singles bescherten ihm seine erste Goldene bzw. Platin-Schallplatte in Deutschland.
2018 kündigten er und Capo ihr Kollaboalbum Capimo an, mit dem sie an die Erfolge der gemeinsamen Single Lambo Diablo GT auf Capos Album Alles auf Rot, welche 2019 Platinstatus und 2020 eine Dreifach-Gold-Auszeichnung für 600.000 verkaufte Einheiten erhielt, anknüpfen wollten. Das Album erschien letztlich im März 2019 und landete auf Platz 7 der deutschen Albumcharts. Es wurde von vielen Fans und Rap-Journalisten kritisiert und vor allem im Vergleich zu den Solo-Alben beider Interpreten „negativ“ wahrgenommen.
Im Juni 2019 war Nimo als Feature-Gast auf dem Lied Royal Rumble (mit Kalazh44, Luciano, Capital Bra, Samra) vertreten. Mit der Single konnte sich Nimo erstmals auf Platz 1 der Singlecharts platzieren.
Im weiteren Verlauf kündigte Nimo zudem sein drittes Soloalbum Nimoriginal an. Die erste Singleauskopplung Karma stieg auf Platz 4 der deutschen Singlecharts ein und hielt sich vier Wochen in den Top-10 der Charts. Auf der zweiten Single Kein Schlaf ist die Rapperin Hava als Featuregast vertreten. Das Musikvideo erreichte in weniger als 24 Stunden über eine Million Aufrufe auf YouTube. Der Song stieg auf Platz 1 der deutschen Singlecharts ein. Für Nimo ist es der erste Nummer-1-Hit als Leadinterpret.
Im Dezember 2019 veröffentlichte Nimo sein Album Nimoriginal. Er behandelt darin neben seiner Vergangenheit und Straßenthemen auch vermehrt Themen wie Liebe und Beziehung.
2020 veröffentlichte Nimo die Singles Nur wegen dir, Remember und Ya Mas5ara. Zudem veröffentlichte er eine Dokumentation, die seine Vergangenheit und seinen Werdegang beleuchtet und auf der zahlreiche Musiker sowie sein Vater zu Wort kamen. Im April 2020 kündigt er das Mixtape Steinbock an, welches letztendlich im August 2020 erschien. Anfang Mai brachte er die Videosingle Trendsetter mit der Frankfurter Rapperin Rina heraus. Rina war bereits zuvor auf zwei Tracks auf Nimoriginal vertreten.
Am 4. November 2021 veröffentlichte er gemeinsam mit dem Rapper Dardan die EP Emerald. Die darauf enthaltene Single B.I.B.O. wurde in der Schweiz mit Doppelplatin und in Österreich mit Gold ausgezeichnet. Am 24. März 2022 veröffentlichte er sein drittes Soloalbum Moonboy, welches in Deutschland Platz 17 der Charts erreichte.

## Kontroverse
Im Juni 2021, kurz nachdem Missbrauchsvorwürfe gegenüber dem Rapper Samra bekannt wurden, hat Nimo die Single Komm mit veröffentlicht, die vielfach aufgrund des Liedtextes und den Zeitpunkt der Veröffentlichung kritisiert wurde. Einige Tage später entschied sich Universal Urban in Absprache mit Nimo, den Song von allen Streamingplattform zu entfernen und dessen Verbreitung zu stoppen. Das Label entschuldigte sich für den „inakzeptablen Inhalt“, auch Nimo distanzierte sich in einem Instagram-Beitrag von dem Lied.

## Diskografie
Studioalben

| Jahr | Titel Musiklabel                       | Höchstplatzierung, Gesamtwochen, AuszeichnungChartplatzierungen (Jahr, Titel, Musiklabel, Platzierungen, Wochen, Auszeichnungen, Anmerkungen) | Höchstplatzierung, Gesamtwochen, AuszeichnungChartplatzierungen (Jahr, Titel, Musiklabel, Platzierungen, Wochen, Auszeichnungen, Anmerkungen) | Höchstplatzierung, Gesamtwochen, AuszeichnungChartplatzierungen (Jahr, Titel, Musiklabel, Platzierungen, Wochen, Auszeichnungen, Anmerkungen) | Anmerkungen                                             |
| Jahr | Titel Musiklabel                       | DE | AT | CH | Anmerkungen                                             |
| ---- | -------------------------------------- | --- | --- | --- | ------------------------------------------------------- |
| 2017 | K¡K¡ Urban Records (UMG)               | DE4 Gold · (16 Wo.)DE | AT3 (6 Wo.)AT | CH6 (4 Wo.)CH | Erstveröffentlichung: 16. Juni 2017 Verkäufe: + 100.000 |
| 2019 | Nimoriginal Urban Records (UMG)        | DE4 (14 Wo.)DE | AT21 (6 Wo.)AT | CH8 (7 Wo.)CH | Erstveröffentlichung: 19. Dezember 2019                 |
| 2022 | Moonboy Moonboys Entertainment (Urban) | DE17 (2 Wo.)DE | AT15 (1 Wo.)AT | CH14 (1 Wo.)CH | Erstveröffentlichung: 24. März 2022                     |

## Auszeichnungen
Hiphop.de Awards
- 2016: „Bester Newcomer National“[6]
- 2017: „Bester Song National“ für Lambo Diablo GT (mit Capo)[10]
- 2017: „Bester Rap-Solo-Act“[10]